# 고권오
고권오(1987년 1월 27일 ~ )은 대한민국의 희극인이다.

## 출연작
- 웃음을 찾는 사람들 (SBS)